# Den Oudsten B96
De Den Oudsten B96 is een bustype uit de Alliance-reeks, gebouwd door de voormalige Woerdense busfabrikant Den Oudsten. Dit model standaardbus is eind jaren negentig geleverd aan verschillende Nederlandse vervoerbedrijven en enkele bedrijven in andere landen.
| Bedrijf                             | Aantal | Series                                                   | Afbeelding |
| ----------------------------------- | ------ | -------------------------------------------------------- | ---------- |
| Bosnië                              | 14     | Deze bussen waren een geschenk van Nederland aan Bosnië. |            |
| Arriva                              | 4      | 1254-1257                                                |            |
| BBA                                 | 3      | 5396-5398                                                |            |
| Busverkehr Rheinland, Duitsland     | ?      | ?                                                        |            |
| Connexxion                          | 11     | 1200-1210                                                |            |
| Connexxion                          | 10     | 2204-2213                                                |            |
| Connexxion                          | 13     | 2227-2239                                                |            |
| Connexxion                          | 11     | 2247-2257                                                |            |
| Connexxion                          | 14     | 2258-2271                                                |            |
| Connexxion                          | 1      | 2849                                                     |            |
| Connexxion                          | 2      | 2851-2852                                                |            |
| Connexxion                          | 8      | 2855-2862                                                |            |
| Connexxion                          | 7      | 2864-2870                                                |            |
| Connexxion                          | 10     | 2871-2880                                                |            |
| Connexxion                          | 6      | 2881-2886                                                |            |
| GVB                                 | 7      | 1200                                                     |            |
| GVB                                 | 7      | 1203                                                     |            |
| GVB                                 | 7      | 1204                                                     |            |
| GVB                                 | 7      | 1206-1208                                                |            |
| GVB                                 | 7      | 1210                                                     |            |
| Hermes                              | 7      | 2240-2246                                                |            |
| HTM                                 | 107    | 101-129, 130, 131-145, 146-160, 161-190, 191-207         |            |
| Koob, Luxemburg                     | 2      | B 1166 AVL 681, B 1167 AVL 680                           |            |
| Novio                               | 4      | 2850, 2853, 2854, 2863                                   |            |
| Regional Bus Stuttgart, Ludwigsberg | 2      | 1029-1030                                                |            |
| RET                                 | 35     | 801-835                                                  |            |
| RET                                 | 45     | 901-945                                                  |            |
| Simon, Diekirch, Luxemburg          | 1      | B 1165 AVL 683                                           |            |
| Stadsvervoer Dordrecht              | 28     | 117-126, 178-180, 184-190, 201-207                       |            |
| TCR                                 | 1      | 87                                                       |            |
| TCR                                 | 1      | 99                                                       |            |
| TCR                                 | 1      | 443                                                      |            |

Bij de faillissementsverkoop bij Den Oudsten in 2002 is er ook een testbus verkocht voor slechts €800.-. Waarschijnlijk is deze wagen, waarvan hieronder de gegevens staan, gesloopt. Een lpg-variant is voor €5000.- verkocht.
| Bouwjaar | VIN               | Den Oudsten Bouwnummer |
| -------- | ----------------- | ---------------------- |
| 1996     | XL996ABBLT1042083 | 11083                  |
| 1998     | XL996ABBLV1042172 | 11172                  |

## Technische gegevens[8]
| Handelsbenaming   | Bouwjaren | Chassis | Carrosserie | Lengte    | Breedte  | # zitplaatsen | # staanplaatsen |
| ----------------- | --------- | ------- | ----------- | --------- | -------- | ------------- | --------------- |
| Alliance City B96 | 1996-2002 | DAF     | Den Oudsten | 12.000 mm | 2.500 mm | 44            | 37              |

De B96 werd zowel als stadsbus, in Eindhoven, Rotterdam, Den Haag en Amersfoort, alsook als streekbus ingezet op diverse lijnen van de HTM, RET en Connexxion. Voordat vervoerder Arriva het stadsvervoer in Dordrecht overnam van Stadsvervoer Dordrecht (een dochteronderneming van HTM), reed ook hier een aantal bussen van dit type. Naast een normale dieseluitvoering hadden Connexxion en Hermes ook een aantal bussen met een lpg-motor. De lpg-bussen van Connexxion zijn inmiddels uit het Nederlandse straatbeeld verdwenen. Ook in het buitenland rijdt nog een aantal B96-bussen, vooral in Duitsland en Luxemburg.

## Trivia
Na het faillissement van Den Oudsten in 2002 is een aantal nooit afgebouwde casco's overgebracht naar Bulgarije. Pas in 2007 zijn deze casco's afgebouwd en deze zullen waarschijnlijk worden ingezet als trolleybussen in de hoofdstad Sofia.